# Nautic Club angérien
Le Nautic Club angérien est un club de natation français basé à Saint-Jean-d'Angély. Le club angérien possède une section de water-polo qui évolua entre 2008 et 2010 en Championnat de France élite pour les hommes et en nationale 1 (équivalent de l'élite) depuis 2008 pour les femmes. Le club a recruté aussi un nouvel entraîneur Thomas.

## Histoire
En 1938, Roger Menaud, avec une poignée de passionnés forment le premier bureau directeur du NCA. Après plusieurs années à jouer dans la Boutonne, une piscine est construite dans le Faubourg Saint-Eutrope. Cette piscine est utilisée jusqu'en 1999 et la construction du complexe aquatique Atlantys. 
Malgré un titre de Champion de France de Nationale 2 en 1985 (alors deuxième division française), le club ne connu pas l'élite l'année suivante à l'issue du tournoi à trois disputé avec les équipes relégables.
Après une première montée dans l'élite lors de la saison 1993-1994 et quelques participations en Coupe d'Europe, l'équipe masculine est redescendue à l'échelon inférieur avant de retrouver le championnat de France élite, la première division française de la saison 2008-2009 à la saison 2009-2010.

## Palmarès homme
- Coupe d'Europe :
  - Trois participations : 1995, 1996, 1997.

- Championnats de France :
  - Champion de France Nationale 1 : 2008
  - Champion de France Nationale 1B : 1993
  - Champion de France Nationale 2 : 1969, 1985
  - Champion de France Nationale 3 : 1974, 2007 (équipe 2)

- Junior :
  - Champion de France Juniors Garçons : 1988

## Palmarès Femme
- Championnats de France :
  - Champion de Nationale 2 : 2007, 2008.
  - 8e de Nationale 1 : 2009.
  - 5e de Nationale 1 : 2010, 2011, 2012.
  - 4e de Nationale 1 : 2013.
  - 3e de Pro A : 2014.
  - 3e de Pro A : 2015.
  - 1er de nationale 1 : 2022
- Minimes 
  - Championnes de France  : 2015.

## Principaux représentants
- Hervé Gouineaud
- Christian Raux
- Fabien Dezier
- Didier Brugière
- Benoît Bry
- Eddy Goursaud
- Gyula Pek
- Tibor Varga
- Fabien Dezier
- Samuel Nardon
- Henoch Chauvreau
- Ronan Calves